# Sulewo-Kownaty (gromada)
Sulewo-Kownaty (początkowo Sulewo Kownaty, bez łącznika) – dawna gromada, czyli najmniejsza jednostka podziału terytorialnego Polskiej Rzeczypospolitej Ludowej w latach 1954–1972.
Gromady, z gromadzkimi radami narodowymi (GRN) jako organami władzy najniższego stopnia na wsi, funkcjonowały od reformy reorganizującej administrację wiejską przeprowadzonej jesienią 1954 do momentu ich zniesienia z dniem 1 stycznia 1973, tym samym wypierając organizację gminną w latach 1954–1972.
Gromadę Sulewo Kownaty z siedzibą GRN w Sulewie Kownatach utworzono – jako jedną z 8759 gromad – w powiecie grajewskim w woj. białostockim, na mocy uchwały nr 15/V WRN w Białymstoku z dnia 4 października 1954. W skład jednostki weszły obszary dotychczasowych gromad Sulewo Kownaty, Zaborowo, Bagienice, Godlewo, Zalesie i Sulewo Prusy ze zniesionej gminy Białaszewo oraz Kudłaczewo ze zniesionej gminy Wąsosz w tymże powiecie. Dla gromady ustalono 10 członków gromadzkiej rady narodowej.
31 grudnia 1959 gromadę Sulewo-Kownaty zniesiono, włączając jej obszar do gromad Wąsosz (wsie Bagienice, Zalesie i Kudłaczewo) i Białaszewo (wsie Godlewo, Zaborowo, Sulewo-Kownaty i Sulewo-Prusy).